# Кашин, Михаил Петрович
Михаил Петрович Кашин (16 ноября 1912 года — 8 октября 1988 года) — советский учёный-педагог, член-корреспондент (1971) и академик (1985) АПН СССР.
Состоял в Отделении дидактики и частных методик.
Сфера научных интересов: дидактика средней школы, развитие педагогического образования.
Скончался 8 октября 1988 года. Похоронен в Москве на Кунцевском кладбище.